# Tranzistor MOSFET

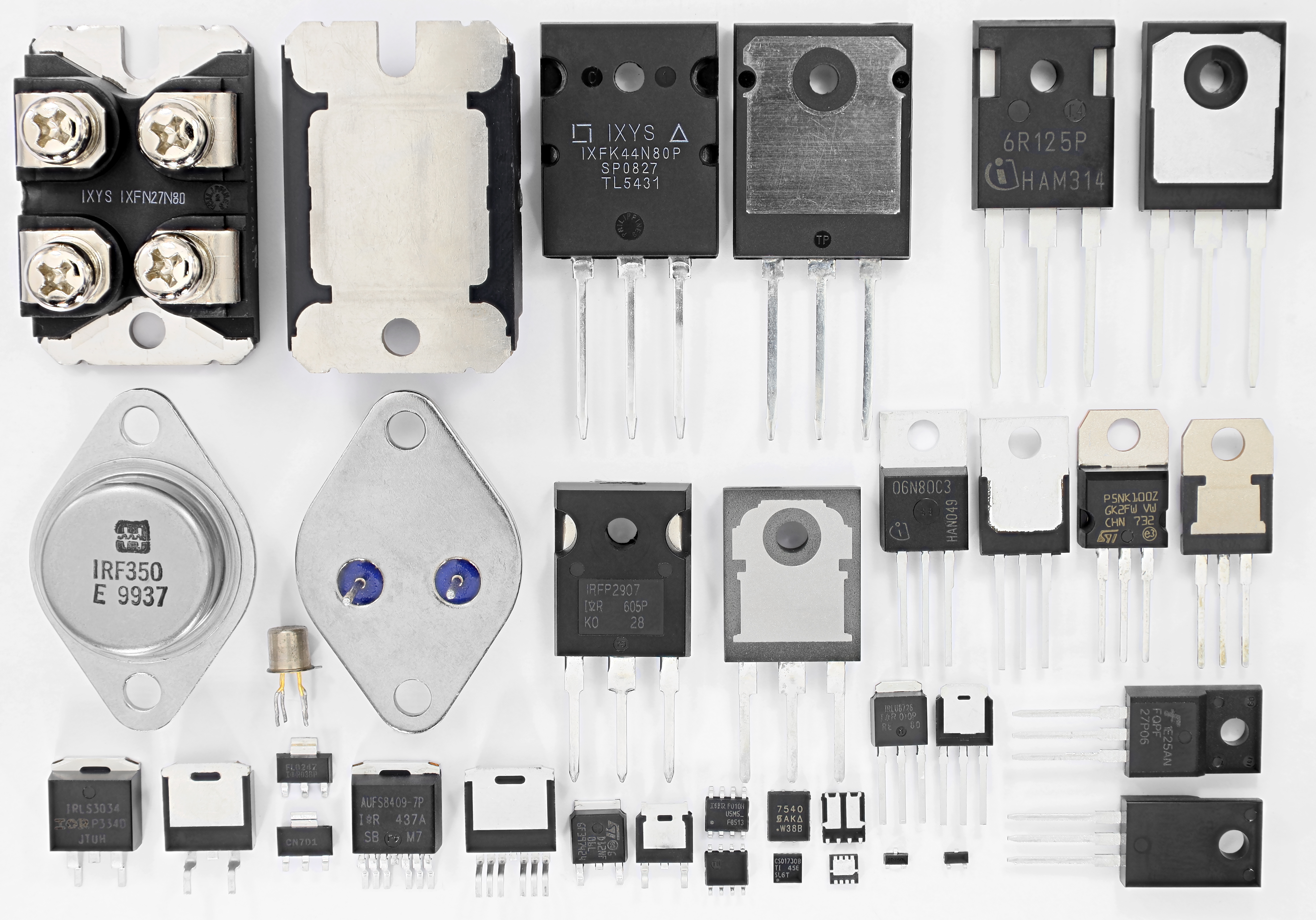
Tranzistoare MOSFET

„Tranzistorul cu efect de câmp metal-oxid-semiconductor” (MOSFET, MOS-FET sau MOS FET), cunoscut și sub numele de tranzistor metal-oxid-siliciu (tranzistor MOS sau MOS) este un tip de tranzistor cu efect de câmp (FET) cu poartă izolată  care este fabricat prin oxidarea controlată a unui semiconductor, de obicei siliciu. 
Tensiunea aplicată pe poarta acoperită determină conductivitatea electrica a dispozitivului; această capacitate de a schimba conductibilitatea cu cantitatea de tensiune aplicată poate fi utilizată pentru amplificare sau comutare semnale electrice.
În funcție  de particularitățile constructive, tranzistoarele MOS se împart în două mari categorii:
- tranzistoare MOS cu canal indus

Sunt cele mai utilizate din cauza neconducției lor în absența polarizării, a capacității lor puternice de integrare precum și a fabricației lor mai ușoare.
- tranzistoare MOS cu canal inițial

Acestea sunt caracterizate printr-un canal conductiv în absența polarizării porții ({\displaystyle V_{GS}=0}).
Canalele reprezintă elementul din structura internă a tranzistorului MOS care asigură transferul de sarcină electrică între drenă si sursă. Prin transferul de sarcină electrică între cele două terminale se asigură apariția fenomenelor de conducție electrică în tranzistor si astfel, apariția curentului electric prin acesta.
În plus, în funcție  de tipul materialului semiconductor din care este construit canalul, care caracterizează  sarcina purtătorilor săi majoritari, tranzistoarele MOS se împart în 2 tipuri și anume:
- tranzistoare MOS cu canal de tip N (canalul tranzistorului este realizat dintr-un material semiconductor de tip N)
- tranzistoare MOS cu canal de tip P (canalul tranzistorului este realizat dintr-un material semiconductor de tip P)

## Istoric
Principiul de bază al tranzistorului cu efect de câmp (FET) a fost propus pentru prima dată de fizicianul austriac Julius Edgar Lilienfeld în 1926, când a depus primul brevet pentru un tranzistor cu efect de câmp cu poartă izolată.
Pe parcursul următorilor ani, el a descris diverse structuri de tranzistoare tip FET. În configurația sa aluminiul a format metalul și oxidul de aluminiu oxidul, în timp ce sulfură de cupru a fost folosită ca semiconductor. Cu toate acestea, el nu a reușit să construiască un dispozitiv practic.
Conceptul FET a fost mai târziu teoretizat de inginerul german Oskar Heil în anii 1930 și de fizicianul american William Shockley în anii 1940. 
Nu a existat niciun dispozitiv FET practic construit la acea vreme și niciuna dintre aceste propuneri timpurii de FET nu implica oxidarea termică a siliciului.
Companiile de semiconductori s-au concentrat inițial în primii ani ai industriei semiconductoarelor pe tranzistoarele cu joncțiuni bipolare  (BJT). Cu toate acestea, tranzistorul cu joncțiune bipolare a fost un dispozitiv relativ voluminos care a fost dificil de fabricat  în  producție de masă, ceea ce l-a limitat la un număr de aplicații specializate. FET-urile au fost teoretizate ca alternative potențiale la tranzistoarele cu joncțiune, dar cercetătorii nu au reușit să construiască FET-uri practice, în mare parte din cauza barierei de stare a suprafeței care a împiedicat câmpul electric extern să pătrundă în material.
În anii 1950, cercetătorii au renunțat în mare măsură la conceptul FET și s-au concentrat în schimb pe tehnologia BJT.
În 1955 Carl Frosch și Lincoln Derrick au acoperit accidental suprafața unui wafer cu un strat de dioxid de siliciu. În caracterizarea experimentală ulterioară a acestui strat de oxid, ei au descoperit că bloca intrarea anumitor dopanți în placheta de siliciu (în ciuda faptului că le permitea altora) și, prin urmare, au descoperit efectul de pasivare prin oxidare pe acest semiconductor. Lucrările lor ulterioare au demonstrat gravarea unor mici deschideri în stratul de oxid pentru a difuza cu precizie dopanți în zonele controlate ale unei plăci de siliciu. În 1957 au publicat o lucrare de cercetare și și-au brevetat tehnica rezumărând munca lor. Tehnica pe care au dezvoltat-o este cunoscută sub denumirea de mascare cu difuzie de oxid, care mai târziu va fi folosită în fabricarea dispozitivelor MOSFET. La Bell Labs a fost imediat realizată importanța tehnicii lui Frosch, deoarece oxizii de siliciu sunt mult mai stabili decât oxizii de germaniu, au proprietăți dielectrice mai bune și, în același timp, ar putea fi folosiți ca mască de difuzie. 

Mohamed M. Atalla de la Bell Labs s-a ocupat de problema stărilor de suprafață la sfârșitul anilor 1950. El a preluat lucrările lui Frosch despre oxidare, încercând pasivizarea suprafeței siliciului prin formarea stratului de oxid deasupra acestuia. El s-a gândit că prin creșterea unui strat subțire de SiO2 de înaltă calitate, peste o placă de siliciu curată, ar neutraliza suficient stările de suprafață pentru a face practic un tranzistor cu efect de câmp. El și-a scris descoperirile în memoriile sale BTL în 1957, înainte de a-și prezenta munca la o reuniune a Electrochemical Society în 1958.
Aceasta a fost o dezvoltare importantă care a permis ulterior folosirea tehnologiei MOS și la fabricarea de circuite integrate pe baza de siliciu.
În anul următor John L. Moll de la Stanford University a descris condensatorul MOS. 
Colegii lui Atalla, JR Ligenza și WG Spitzer, care au studiat mecanismul oxizilor crescuți termic, au reușit să fabrice un produs de înaltă calitate cu straturi de Si/SiO2, iar Atalla și Kahng folosindu-se de descoperirile lor.
Se consideră că MOSFET-ul a fost inventat în noiembrie 1959 când Mohamed Atalla și Dawon Kahng au produs primul dispozitiv MOSFET funcțional Dispozitivul este acoperit de două brevete, fiecare depus separat de Atalla și Kahng în martie 1960.
Aceștia au publicat rezultatele în iunie 1960 la Conferrința Solid-State Device desfășurată la Universitatea Carnegie Mellon.
 În același an Atalla a propus utilizarea MOSFET-urilor pentru a construi cipuri de circuit integrat MOS, remarcând ușurința de fabricare a tranzistoarelor MOSFET.

## Construcție
Numele „metal–oxid–semiconductor” (MOS) se referă de obicei la o poartă metalică cu izolație de oxid.
Un avantaj cheie al unui MOSFET este că nu necesită aproape niciun curent de intrare pentru a controla curentul de sarcină, în comparație cu tranzistoarele   bipolare (BJT). La MOSFET-urile cu canal indus tensiunea aplicată terminalului de poartă poate crește conductivitatea din starea „normal oprit”. La MOSFET-urile cu canal inițial tensiunea aplicată pe poartă poate reduce conductivitatea din starea „normal pornit”.
MOSFET-urile sunt de asemenea capabile de o scalabilitate ridicată, iar datorită miniaturizării în creștere  poate fi redus cu ușurință la dimensiuni și mai mici. În comparație cu BJT-urile MOSFET-urile au o viteză de comutare mai mare, (ideal pentru semnale digitale), dimensiuni mult mai mici, consumă mult mai puțină energie și permit o densitate mult mai mare (ideal pentru integrarea la scară largă). MOSFET-urile sunt, de asemenea mult mai ieftine și au pași de procesare relativ simpli, rezultând un randament de producție] ridicat.

## Compoziție

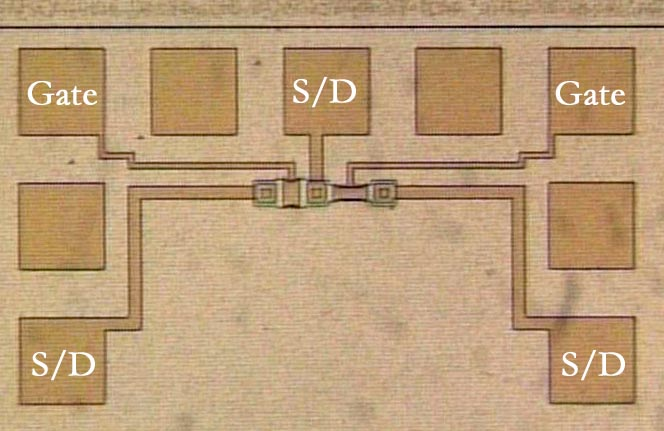
Fotografie a două MOSFET-uri cu poartă metalică într-un model de testare. Sunt etichetate suprafețele pentru aplicarea vârfurile de sondă la două porți și trei noduri sursă/drenă.

De obicei, semiconductorul ales este siliciu, dar recent, unii producători de cipuri, în special IBM și Intel, au început să folosească un compus chimic de siliciu și germaniu (SiGe) în canalele MOSFET. Totuși deși mulți semiconductori au proprietăți electrice mai bune decât siliciul, cum ar fi arseniura de galiu (GaAs), aceștia nu formează interfețe bune între semiconductor-izolator și, prin urmare, nu sunt mai potriviți pentru a realiza tranzistoare MOSFET. Cercetările continuă pentru crearea de izolatori cu caracteristici electrice acceptabile pentru alte materiale semiconductoare.
Pentru a depăși creșterea consumului de energie din cauza scurgerii curentului de poartă, un dielectric cu  permitivitate relativă ridicată  este utilizat în locul dioxidului de siliciu pentru a realiza izolatorul de poartă, în timp ce polisiliciul este înlocuit cu porți metalice (ca un exemplu sunt cercetările de la Intel, 2009).

## Principiul de funcționare
Principiile de funcționare ale celor două categorii de tranzistoare MOS, cu canal indus, respectiv cele cu canal inițial, sunt similare, și de aceea prezentăm funcționarea numai pentru tranzistoarele MOS cu canal indus, fiind scoase în evidență ulterior diferențele între cele două categorii de tranzistoare.
Spre deosebire de tranzistorul bipolar, tranzistorul MOSFET folosește un singur tip de purtători de sarcină, deci este unipolar. 
Funcționarea se bazează pe efectul câmpului electric aplicat structurii metal-oxid-semiconductor, adică electrodul poartă, izolatorul (dioxid de siliciu) și stratul semiconductor, numit și substrat. Poarta este separată de canal printr-un strat izolator subțire, în mod tradițional din dioxid de siliciu și mai târziu din materiale ceramice cu  formula SiOxNy. În general, în microelectronică, stratul de metal este înlocuit cu siliciu policristalin.
Când diferența de potențial dintre poartă și substrat este zero, nu se întâmplă nimic. 
Dacă o tensiune se aplică între borna porții și borna substratului, se produce un câmpul electric ca rezultat la creștere a tensiunii între poartă și corp, iar câmpul electric generat pătrunde prin oxid și sarcinile libere din semiconductor sunt împinse înapoi de la joncțiunea oxid-semiconductor, creând mai întâi o așa-numită zonă de „epuizare”, apoi o zonă de „inversie”. Această zonă de inversare conține un strat de purtători imobili, care sunt încărcați negativ, este deci o zonă în care tipul de purtători de sarcină este opus celor din restul substratului, creând astfel un „canal” de conducție, deschizând calea pentru trecerea curentului. Varierea tensiunii între poartă și corp modulează conductibilitatea acestui strat și astfel controlează fluxul de curent între drenă și sursă. Acesta mod de funcționare este cunoscut sub numele de modul de îmbunătățire. 

### Funcționarea tranzistorului MOSFET cu canal N

Secțiune printr-un tranzistor MOSFET cu canal tip N

Ca exemplu o să considerăm cazul unui tranzistor MOSFET cu canal N, care este cel mai frecvent. Tranzistorul MOSFET cu canal P operează identic prin inversarea polarizărilor.
Tranzistorul  MOSFET cu canal N constă în general dintr-un substrat de tip P ușor dopat în care două zone N+ sunt difuzate, obținute prin creștere epitaxială, care vor deveni ulterior sursa și drena. Siliciul de deasupra canalului este oxidat (dioxid de siliciu  SiO2)) apoi metalizat pentru a produce electrodul de poartă, care constituie o capacitate între poartă si substrat.
În general, sursa și substratul sunt conectate la potențialul de masă. Drena este adusă la un potențial mai mare decât cel al sursei și al substratului, ceea ce creează un câmp electric între sursă, substrat și drenă.
În repaus, sunt posibile două cazuri:
- Fie condensatorul poartă/substrat este flotant (fără sarcină): aproape că nu există purtători care să conducă un posibil curent, cele două joncțiuni sursă-substrat și substrat-drenă sunt polarizate invers; acesta este cazul unui MOSFET cu canal indus.

- Fie capacitatea poartă/substrat este în inversare, ceea ce înseamnă că electronii substratului sunt atrași în vecinătatea oxidului. Aceștia constituie un aflux de purtători minoritari care vor fi disponibili pentru a conduce curentul între sursă și drenă. Tranzistorul este conductiv, se spune că MOSFET-ul este cu canal inițial.

În ambele cazuri, curentul sursă-drenă este modulat de tensiunea de poartă. Pentru tranzistorul cu canal indus, la poartă trebuie aplicată o tensiune pozitivă pentru a aduce capacitatea poartă-substrat în inversare: tranzistorul conduce de la un anumit prag. Pentru tranzistorul cu canal inițial, canalul conduce atunci când poarta este legată la pământ, prin urmare trebuie adus la o tensiune negativă pentru a opri conducția.
Când tranzistorul este conducător, o creștere a polarizării dintre drenă și sursă crește curentul (neliniar). De la o tensiune de drenă mai mare decât tensiunea de poartă minus tensiunea de prag, câmpul electrostatic dintre substrat și poartă este inversat local în vecinătatea drenei. Electronii dispar acolo, curentul se saturează. Orice creștere a tensiunii de scurgere dincolo de tensiunea de saturație duce la o dispariție și mai mare a electronilor și la o creștere mică (sau chiar zero) a curentului.
La tensiune sursă-drenă constantă, curentul de saturație variază cu pătratul tensiunii poartă-substrat. 

##### Tensiune de prag
Tensiunea de prag este definită ca fiind tensiunea {\displaystyle V_{GS}} între poartă și sursă pentru care apare zona de inversare, adică crearea canalului de conducție între drenă și sursă. Această tensiune este notată cu {\displaystyle V_{TH}} (sau {\displaystyle V_{GS(th)}}), TH fiind abrevierea „threshold” (prag în engleză).
Când tensiunea poartă-sursă {\displaystyle V_{GS}} este mai mică decât tensiunea de prag {\displaystyle V_{TH}}, spunem că tranzistorul este blocat, nu conduce. În caz contrar, spunem că este pornit, conduce curentul între drenă și sursă.

#### Moduri de operare:

Modul de funcționare al unui tranzistor MOSFET cu canal N

Caracteristica curent-tensiune a unui tranzistor MOSFET cu canal N. Zona marcată cu roșu este zona liniară de funcționare, iar zona marcată cu galben este zona de saturație

##### 1.  Zona liniară
{\displaystyle I_{DS}={\beta }\left(V_{GS}-V_{TH}-{\frac {1}{2}}V_{DS}\right)V_{DS}}
{\displaystyle {\beta }={\frac {W}{L}}{\mu }C_{ox}}
W: lățimea canalului

L: lungimea canalului 

{\displaystyle \mu } : mobilitatea purtătorilor de sarcină (mobilitatea electronilor în cazul unui MOSFET cu canal N)

{\displaystyle C_{ox}} : capacitatea de oxid de poartă 

##### 2.  Zona de saturație
{\displaystyle I_{DS_{SAT}}={\frac {1}{2}}{\beta }\left(V_{GS}-V_{TH}\right)^{2}}
{\displaystyle I_{DS}=I_{DS_{SAT}}{\frac {L}{L-{\lambda }}}}
{\displaystyle \lambda ={\lambda }_{0}{\text{ln}}\left(1+{\frac {V_{DS}-V_{DS_{SAT}}}{V_{DS_{SAT}}}}\right)}
{\displaystyle {\lambda }_{0}={\sqrt {{\frac {{\epsilon }_{si}}{{\epsilon }_{ox}}}x_{j}T_{ox}}}}
{\displaystyle {\epsilon }_{si}} : permitivitatea siliciului  

{\displaystyle {\epsilon }_{ox}} : permitivitatea oxidului de poartă 

{\displaystyle x_{j}} : adâncimea joncțiunii 

{\displaystyle T_{ox}} : grosimea oxidului de poartă 

#### Analogie
O analogie foarte utilă pentru a înțelege cu ușurință cum funcționează un FET, fără a utiliza concepte electrostatice, este să-l compari cu un robinet de apă. Grila este comanda similară filetului robinetului care controlează debitul de apă (curent). După un sfert de tură, poate curge doar un mic flux de apă. Apoi, curentul crește rapid cu o mică rotație. În cele din urmă, în ciuda rotațiilor în gol, curentul nu mai crește, se saturează. În final, dacă dorim să creștem debitul robinetului, trebuie să creștem presiunea apei (diferența de potențial grilă-substrat).

## Utilizare
MOSFET-urile pot fi fabricate fie ca parte a circuitului integrat MOS, fie ca dispozitive MOSFET discrete (cum ar fi un MOSFET de putere) și pot lua forma unei singure porti sau multi-gate. Deoarece MOSFET-urile pot fi realizate fie  logica PMOS  (de tip p), fie logica NMOS( de tip n). (logica PMOS sau respectiv logica NMOS), CMOS (Complementary MOS)  perechile complementare de MOSFET pot fi folosite pentru a realiza circuite de comutare cu un  consum de putere foarte mic: 
Scalarea și miniaturizarea tranzistoarelor MOSFET a condus la creșterea exponențială a tehnologiei semiconductoarelor electronice încă din anii 1960 și a permis fabricarea de IC-uri de înaltă densitate, cum ar fi cipuri de memorie și microprocesoare.
MOSFET-ul  este elementul de bază al electronicii moderne, este un tranzistor compact care a fost miniaturizat și produs în serie pentru o gamă largă de aplicații, revoluționând industria electronică, economia mondială și fiind esențial acum in epoca siliciului și era informației pentru revoluția digitală. Este dispozitivul electronic cel mai des fabricat din istorie, cu un total estimat de 13 sextilioane (13×1022) MOSFET-uri fabricate între 1960 și 2018.